# یانگژانگ
یانگژانگ (به لاتین: Yangzhong) یک county-level city در جمهوری خلق چین است که در جنجیانگ واقع شده‌است.